# Damithrax tortugae
Damithrax tortugae is een krabbensoort uit de familie van de Mithracidae. De wetenschappelijke naam van de soort is voor het eerst geldig gepubliceerd in 1920 door Rathbun als Mithrax tortugae.